# Flávio Hermenegildo
Flávio Hermenegildo ou Hermenegildo Teudanes (c.768 - c.831) filho de Teudo. Sucedeu a seu irmão Teodorico e manteve o título de Conde de Coimbra, tendo sido o 6º titular que ainda esteve efetivamente em Coimbra. Temendo pela sua vida e dos seus, atendendo à morte recente de seu irmão e aos perigos de vida por que passara seu pai, abandonou Coimbra. Este abandono deverá ter ocorrido por volta de 815, ano em que foi morto o Abade Eugénio de Lorvão, um último protetor dos cristãos ainda com algum crédito junto das autoridades islâmicas. Passou ao serviço dos Reis das Astúrias, tendo sido governador de Braga, Porto e Tui, e fronteiro a norte da região de Coimbra, onde teria sido o fundador de Águeda. Terá Hermenegildo casado duas vezes, um primeiro casamento, cerca de 790, com D. Elvira Anzures, filha de Anzur Fernandes, Conde de Placência e Monzón, e de sua mulher D. Constança Fernandes Figueiroa, de que não terá tido descendência e da qual terá enviuvado. Casou segunda vez com Maurícia, filha natural do rei Ramiro I das Astúrias. Sendo Hermenegildo tio materno de Ramiro, porque este era filho da sua irmã Ausenda, o seu sobrinho fez dele Capitão da Guarda Real e deu-lhe em casamento a sua filha. O rei Ramiro passou assim a ser, simultaneamente, seu sobrinho e seu sogro.